# Saint-Didier-sur-Beaujeu
Saint-Didier-sur-Beaujeu es una comuna francesa situada en el departamento de Ródano, de la región de Auvernia-Ródano-Alpes.

## Demografía
| 405 | 392 | 389 | 365 | 439 | 402 | 468 | 620 |
| Para los censos de 1962 a 1999 la población legal corresponde a la población sin duplicidades (Fuente: INSEE [Consultar]) |     |     |     |     |     |     |     |